# Jonny Lang
Jonny Lang (właśc. Jon Gordon Langseth, ur. 29 stycznia 1981 w Fargo) – amerykański gitarzysta i wokalista bluesowy, nazywany cudownym dzieckiem i wirtuozem gitary.
W 1995, kiedy miał 14 lat, wydał pierwszy album Smokin jako Kid Jonny Lang and the Big Bang. W kolejnym roku Lang wydał debiutancki solowy album Lie to Me. Jego sukces częściowo wynika z głosu, brzmiącego jak u 40-letniego bluesmana. Zawiera on w sobie szorstkość zahartowaną przez doskonały falset, co wywarło znaczący wpływ na jego najnowsze albumy. Drugą część sukcesu stanowią ostre gitarowe partie solowe, które pokazują jego naturalny talent wzmocniony latami praktyki. Niezależnie od sekretu tego sukcesu chłopak szybko zadomowił się w świecie bluesa, gromadząc wokół siebie tłumy gdziekolwiek się pojawił. Zdobył uznanie sławnych gitarzystów na całym świecie, m.in. przez Erica Claptona. W 2004 roku Clapton poprosił Langa, aby zagrał na Crossroads Guitar Festival, aby zebrać pieniądze dla centrum uzależnień Crossroads Centre w Antigua.

## Życiorys
Lang zaczął grać na gitarze w wieku 12 lat, po tym jak jego ojciec zabrał go na koncert Bad Medicine Blues Band – jednego z kilku bluesowych bandów w Fargo. Chłopiec został zainspirowany i wkrótce zaczął brać lekcje gry na gitarze od Teda Larsena, gitarzysty Bad Medicine Blues Band. Kilka miesięcy później Lang dołączył do Bad Medicine Blues Band, od tej pory zespół nazywał się Kid Jonny Lang and the Big Bang.
Grupa przeniosła się do Minneapolis i wydała album Smokin'. Lang podpisał kontrakt z wytwórnią A&M Records w 1996. W styczniu 1997 wydał album Lie to Me, który zyskał uznanie krytyków. Album ten przykuł wystarczającą uwagę, aby Lang mógł dostać cameo w filmie Blues Brothers 2000. Kolejny album Langa, Wander This World, został wydany w październiku 1998. Wander This World odniósł taki sam sukces jak Lie to Me i przyniósł Langowi nominację do nagrody Grammy. 8 czerwca 2001 Lang ożenił się ze swoją wieloletnią dziewczyną, aktorką Haylie Johnson. Obecnie mieszkają w Los Angeles. Następny album, Long Time Coming, został wydany w październiku 2003. Płytę tę cechuje pełna wyrazu rockowa jakość, bardziej niż na poprzednich albumach. Lang wykonał także cover „Dying to Live” Edgara Wintera.
Lang zyskał reputację głębokiego, emocjonalnego wykonawcy na żywo. Uczestniczył w trasach koncertowych i zyskał uznanie takich grup jak The Rolling Stones, Aerosmith, B.B. King, Jeff Beck i Sting. W 1999 został zaproszony do Białego Domu na audiencję u Billa i Hillary Clintonów. W latach 1995-2004 w skład zespołu akompaniującego Langowi wchodzili: Paul Diethelm (gitara), Bruce McCabe (klawisze) i Billy Thommes (perkusja). Basista Doug Nelson zginął w wypadku 2000 i został zastąpiony przez Billy’ego Franze’a. Saksofonista David Eiland dołączył w 2000, zapewniając Langowi dodatek w postaci przedłużających się improwizacji instrumentalnych. W 2005 Lang zastąpił wszystkich muzyków nowymi (wyjątkiem był Jim Anton, który zastąpił Franze’a w 2003) i wyruszył w akustyczną trasę, która pokazała bardziej intymną stronę jego muzyki. Wziął udział w „Experience Hendrix Tribute Tour” – tournée poświęconemu Jimiemu Hendriksowi. 

## Dyskografia
- Smokin' (jako Kid Jonny Lang & the Big Bang, 1995)
- Lie to Me (1997)
- Wander This World (1998)
- Long Time Coming (2003)
- Turn Around (2006)
- Live at the Ryman (2009)
- Fight For My Soul (2013)
- Signs (2017)

Występy gościnne
- Carlos Santana – Guitar Heaven (2010)[5]

## Filmografia
- 1998 Blues Brothers 2000
- 1998 The Drew Carey Show, odcinek: In Ramada Da Vida (cameo)